# Nahe (Schleuse)
La Nahe è un fiume tedesco che scorre in Turingia per poco più di 21 km e si getta quindi nella Schleuse a Schleusingen. Il suo bacino imbrifero è quello della Weser, di cui è subaffluente attraverso la Schleuse e quindi la Werra. Non va confuso con l'omonimo affluente del Reno.

## Corso
Le sorgenti del fiume sono costituite da numerosi ruscelli che scorrono sul versante sud-occidentale del monte Großer Finsterberg (alla vetta 944 m s.l.m.). Essi formano un corso d'acqua iniziale che scende a sud-ovest verso Schmiedefeld am Rennsteig, entrando in una stretta e boscosa valle fiancheggiata dalle falde dei monti Hohe Buche (alto alla vetta 748 m s.l.m.), ad ovest, e Schmiedswiesenkopf/Staudenkopf (alto alla vetta 784 m s.l.m.), ad est.
Dopo un breve tratto al confine fra i comuni di Schmiedefeld con Frauenwald e poi Suhl, il corso del fiume raggiunge Schleusingerneundorf, frazione del comune di Nahetal-Waldau, per poi piegare in direzione sud-ovest.
Superata quindi la frazione di Hinternah, esce dalla zona boscosa per attraversarne una di pascoli. A Schleusingen scorre, ad una certa distanza, parallelamente al fiume Erle, del quale riceve le acque poco prima d'immettersi definitivamente nella Schleuse.

### Affluenti
Si tratta di numerosi, brevi corsi d'acqua, che non superano ciascuno i 4,5 km di lunghezza, ad eccezione della Erle, affluente alla destra orografica, che supera di poco i 13 km di lunghezza.